# Olios mordax
Olios mordax är en spindelart som först beskrevs av O. Pickard-Cambridge 1899.  Olios mordax ingår i släktet Olios och familjen jättekrabbspindlar.
Artens utbredningsområde är Madagaskar. Inga underarter finns listade i Catalogue of Life.